# Símbols de Sueca
L'escut i la bandera de Sueca són els símbols representatius tradicionals del municipi valencià de Sueca (la Ribera Baixa).

## Escut heràldic
L'escut oficial de Sueca té el següent blasonament:
| « | Escut quadrilong de punta redona. En camp d'argent, un arbre de sinople fruitat de gules i amb tronc del seu color, terrassat de sinople, dextrat d'un ca assegut de sable, nugat al seu tronc d'una cadena també de sable. Per timbre, una corona reial oberta. | » |

## Bandera
La bandera oficial de Sueca té la següent descripció:
| « | Bandera de proporcions 2:3. De ras, vermell o roig, amb una creu llatina blanca. Sobre els quatre angles de la creu, també de blanc, la inscripció: SV- HE- CA. | » |

## Història
L'escut es rehabilità pel Decret 3222/1973, de 7 de desembre, publicat en el BOE núm. 1 d'1 de gener de 1974. Es modificà, canviant-se la corona reial tancada per una oberta, per Resolució de 7 de febrer de 2003, del conseller de Justícia i Administracions Públiques, publicada en el DOGV núm. 4.461, de 17 de març de 2003.
Es tracta de les armes parlants tradicionals de la ciutat, amb el ca, o gos, que recorda una part del topònim. Aquest escut, d'ús immemorial, fou oficialitzat el 1973 i modificat el 2003 pel que fa al timbre, amb l'adopció de la corona reial oberta, d'acord amb la tradició valenciana.
La bandera és d'ús immemorial. Recorda l'Orde de Sant Joan de l'Hospital, propietària primera del lloc.

## Imatges

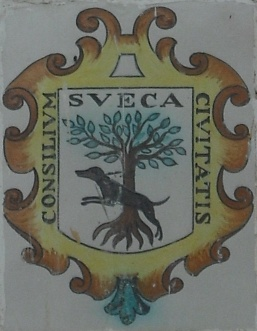
Escut a l'entrada lateral a l'ermita dels Sants.
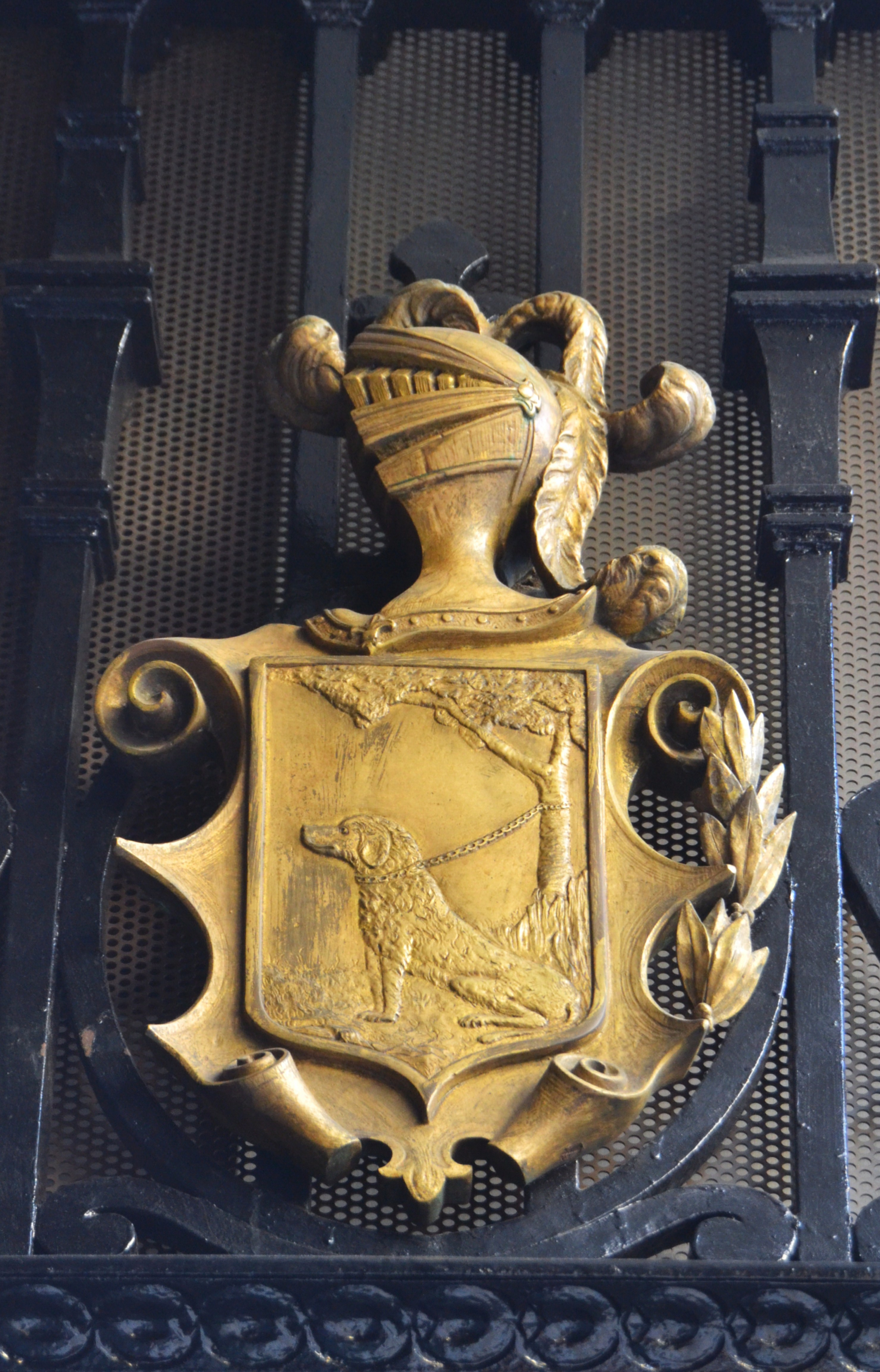
Escut a la porta d'entrada de l'Ajuntament.
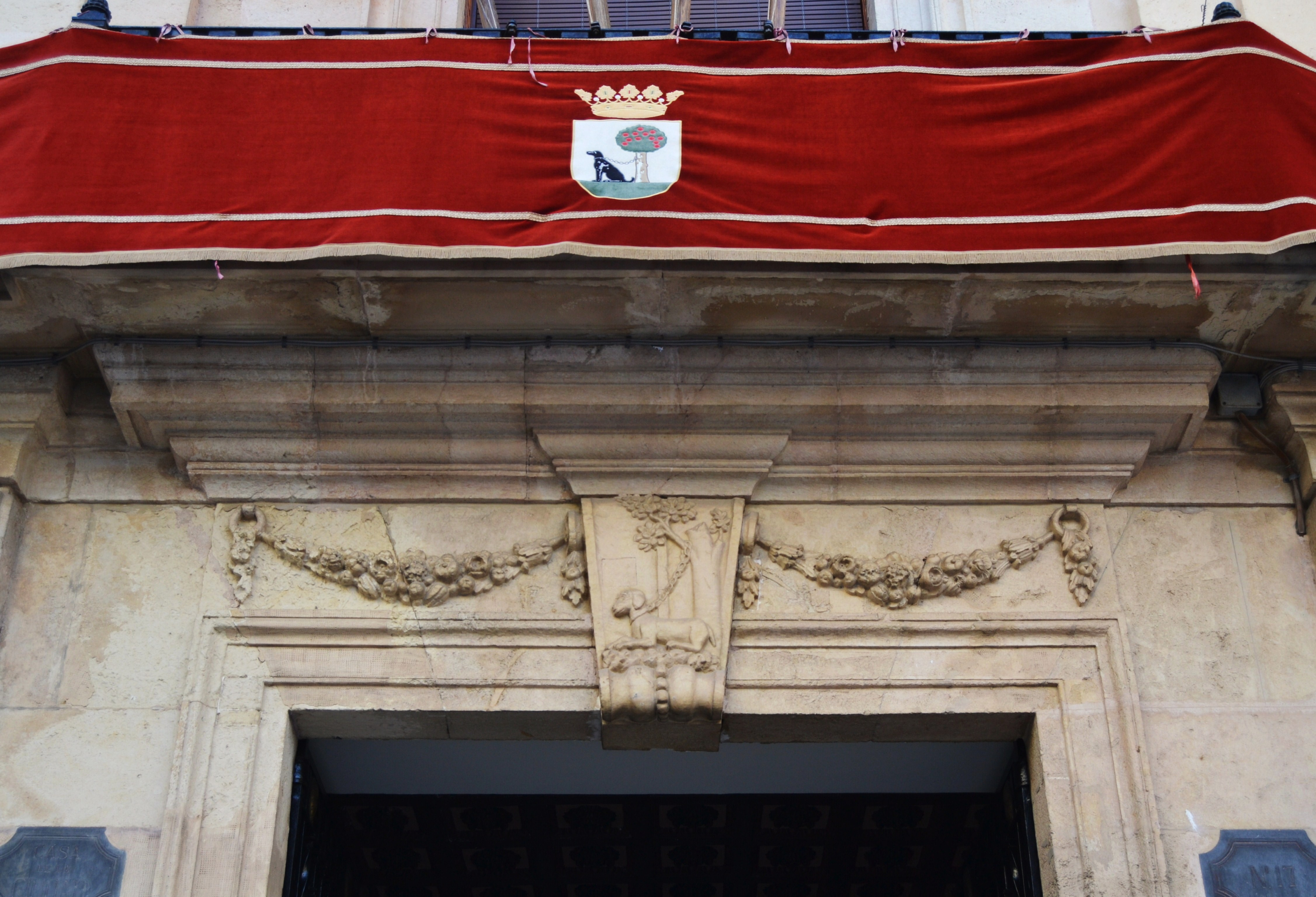
Llindar, a la casa de la Vila.